# Pushan (köpinghuvudort i Kina, Henan Sheng, lat 33,12, long 112,59)
Pushan (kinesiska: 蒲山, 蒲山镇) är en köpinghuvudort i Kina. Den ligger i provinsen Henan, i den centrala delen av landet, omkring 210 kilometer sydväst om provinshuvudstaden Zhengzhou. Antalet invånare är 84 255. Befolkningen består av 40 489 kvinnor och 43 766 män. Barn under 15 år utgör 23,0 %, vuxna 15-64 år 69 %, och äldre över 65 år 6,0 %.
Runt Pushan är det tätbefolkat, med 849 invånare per kvadratkilometer. Närmaste större samhälle är Nanyang, 15,0 km söder om Pushan. Trakten runt Pushan består till största delen av jordbruksmark.
Genomsnittlig årsnederbörd är 919 millimeter. Den regnigaste månaden är augusti, med i genomsnitt 169 mm nederbörd, och den torraste är januari, med 5 mm nederbörd.